# Бремен (Огайо)
Бремен (англ. Bremen) — селище (англ. village) в США, в окрузі Феєрфілд штату Огайо. Населення — 1479 осіб (2020).

## Географія
Бремен розташований за координатами 39°42′21″ пн. ш. 82°25′48″ зх. д. / 39.70583° пн. ш. 82.43000° зх. д. (39.705971, -82.429934).  За даними Бюро перепису населення США в 2010 році селище мало площу 2,24 км², з яких 2,23 км² — суходіл та 0,01 км² — водойми.

## Демографія
Згідно з переписом 2010 року, у селищі мешкало 1425 осіб у 506 домогосподарствах у складі 394 родин. Густота населення становила 637 осіб/км².  Було 546 помешкань (244/км²).
Расовий склад населення:
| - 98,2 % — білих - 0,3 % — корінних американців - 0,3 % — чорних або афроамериканців - 0,1 % — вихідців з тихоокеанських островів |

До двох чи більше рас належало 1,2 %. Частка іспаномовних становила 0,4 % від усіх жителів.
За віковим діапазоном населення розподілялося таким чином: 31,1 % — особи молодші 18 років, 55,7 % — особи у віці 18—64 років, 13,2 % — особи у віці 65 років та старші. Медіана віку мешканця становила 34,5 року. На 100 осіб жіночої статі у селищі припадало 99,0 чоловіків;  на 100 жінок у віці від 18 років та старших — 92,2 чоловіків також старших 18 років.
Середній дохід на одне домашнє господарство  становив 59 167 доларів США (медіана — 47 411), а середній дохід на одну сім'ю — 62 905 доларів (медіана — 50 530). Медіана доходів становила 44 375 доларів для чоловіків та 31 452 долари для жінок. За межею бідності перебувало 13,6 % осіб, у тому числі 16,6 % дітей у віці до 18 років та 15,7 % осіб у віці 65 років та старших.
Цивільне працевлаштоване населення становило 730 осіб. Основні галузі зайнятості: освіта, охорона здоров'я та соціальна допомога — 20,0 %, виробництво — 15,6 %, роздрібна торгівля — 15,3 %.